# Brian Garrow
Brian Garrow (* 8. April 1968 in Santa Clara, Kalifornien) ist ein ehemaliger US-amerikanischer Tennisspieler.

## Leben
Garrow unterlag 1986 beim Juniorenturnier der US Open in der ersten Runde Michael Stich. Er studierte an der University of California, Los Angeles, wo er College Tennis spielte und 1988 mit Patrick Galbraith bei den NCAA-Meisterschaften den Doppeltitel gewann. Im selben Jahr stand er im Einzelfinale der NCAA, in dem er Robbie Weiss unterlag. Insgesamt wurde er dreimal in die Bestenauswahl All-American gewählt.
1988 wurde er Tennisprofi, im darauf folgenden Jahr gewann er den Einzeltitel des Challenger-Turniers von Winnetka sowie drei Challenger-Doppeltitel. Sein größter Erfolg in diesem Jahr war der Doppeltitel auf der ATP Tour, den er an der Seite von Patrick Galbraith in Newport errang. 1990 gewann er in Rio De Janeiro seinen zweiten und letzten Doppeltitel auf der ATP World Tour. Zudem stand er im Finale zweier weiterer ATP-Turniere. Seine höchste Notierung in der Tennisweltrangliste erreichte er 1992 mit Position 92 im Einzel sowie 1991 Position 42 im Doppel.
Im Einzel kam er bei keinem seiner drei Einsätze beiGrand-Slam-Turnieren über die erste Runde hinaus. In der Doppelkonkurrenz erreichte er 1990 das Halbfinale der US Open. An der Seite von Sven Salumaa unterlag er in fünf Sätzen den späteren Turniersiegern Pieter Aldrich und Danie Visser.

## Erfolge
| Legende                       |
| Grand Slam                    |
| Tennis Masters Cup            |
| ATP Masters Series            |
| ATP International Series Gold |
| ATP International Series (2)  |
| ATP Challenger Series (4)     |

| ATP-Titel nach Belag |
| Hartplatz (0)        |
| Sand (0)             |
| Rasen (1)            |
| Teppich (1)          |

### Einzel

#### Turniersiege
| Nr. | Datum           | Turnier  | Belag     | Finalgegner | Ergebnis |
| --- | --------------- | -------- | --------- | ----------- | -------- |
| 1.  | 20. August 1989 | Winnetka | Hartplatz | Todd Martin | 6:4, 6:2 |

### Doppel

#### Turniersiege

##### ATP Tour
| Nr. | Datum         | Turnier        | Belag   | Partner           | Finalgegner                 | Ergebnis      |
| --- | ------------- | -------------- | ------- | ----------------- | --------------------------- | ------------- |
| 1.  | 15. Juli 1989 | Newport        | Rasen   | Patrick Galbraith | Neil Broad Stefan Kruger    | 2:6, 7:5, 6:3 |
| 2.  | 7. April 1990 | Rio de Janeiro | Teppich | Sven Salumaa      | Nelson Aerts Fernando Roese | 7:5, 6:3      |

##### Challenger Tour
| Nr. | Datum           | Turnier   | Belag     | Partner           | Finalgegner                      | Ergebnis      |
| --- | --------------- | --------- | --------- | ----------------- | -------------------------------- | ------------- |
| 1.  | 6. August 1989  | Seattle   | Hartplatz | Patrick Galbraith | Ville Jansson Charles Merzbacher | 6:1, 6:3      |
| 2.  | 13. August 1989 | New Haven | Hartplatz | Mark Kaplan       | Craig Campbell Miguel Dungo      | 6:4, 6:3      |
| 3.  | 8. Oktober 1989 | Coquitlam | Hartplatz | Patrick Galbraith | Ned Caswell Chris Garner         | 4:6, 6:4, 6:4 |

#### Finalteilnahmen
| Nr. | Datum              | Turnier     | Belag     | Partner        | Finalgegner                       | Ergebnis      |
| --- | ------------------ | ----------- | --------- | -------------- | --------------------------------- | ------------- |
| 1.  | 26. August 1990    | Schenectady | Hartplatz | Sven Salumaa   | Richard Fromberg Brad Pearce      | 2:6, 6:3, 6:7 |
| 2.  | 30. September 1990 | Brisbane    | Hartplatz | Mark Woodforde | Jason Stoltenberg Todd Woodbridge | 6:2, 4:6, 4:6 |